# Kraftwerk Wilhelmshaven (2015)

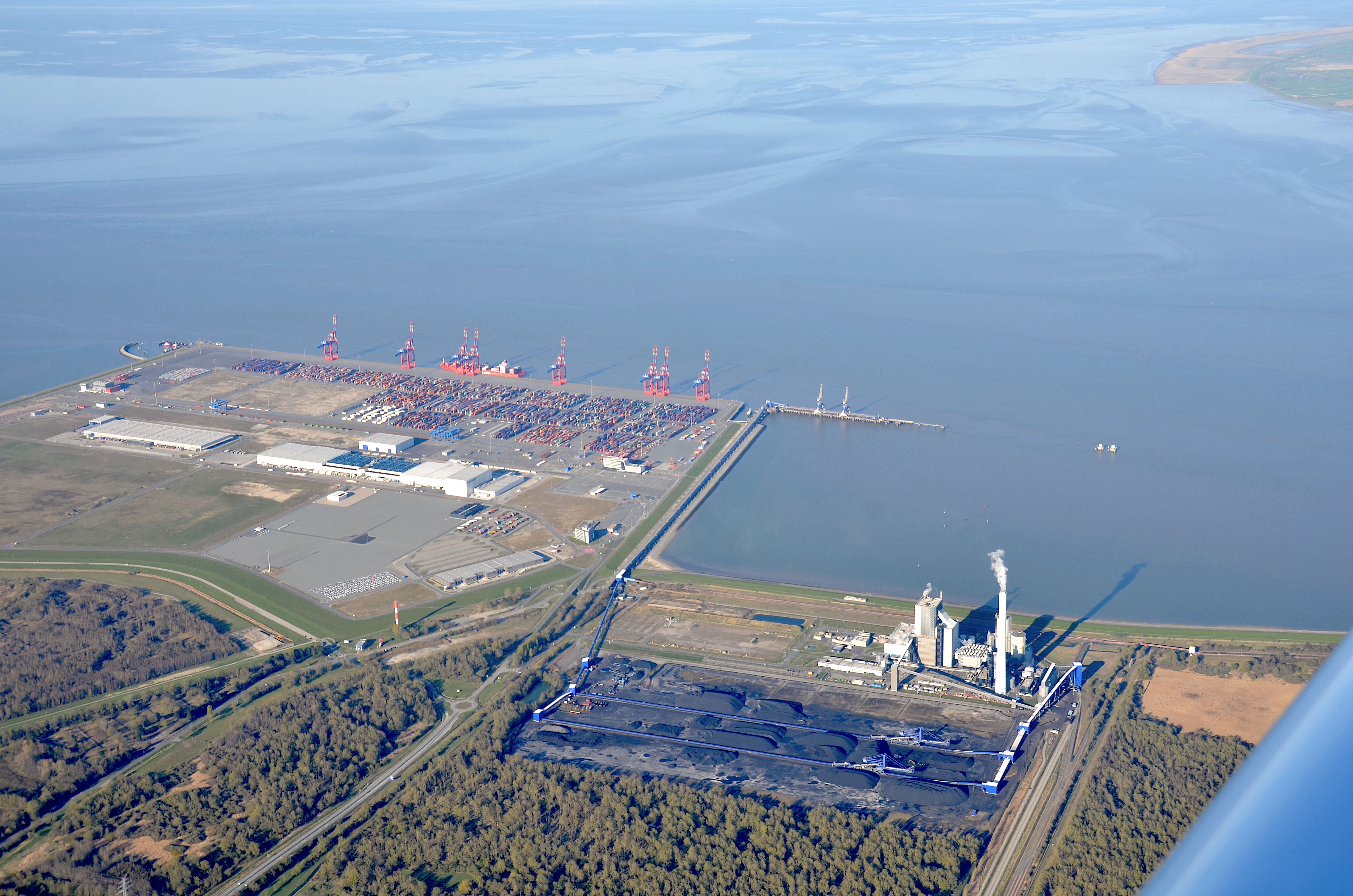
Kraftwerk Onyx Power (2022) und JadeWeserPort

Das Kraftwerk Wilhelmshaven des Betreibers Onyx Power ist ein Steinkohlekraftwerk in Wilhelmshaven, das im Jahr 2015 in Betrieb ging. Es liegt im Rüstersieler Groden direkt am Deich zum Jadefahrwasser und nördlich des älteren Kraftwerks Wilhelmshaven, das von 1976 bis 2021 betrieben wurde. Es liefert pro Jahr rund 5,5 Milliarden Kilowattstunden elektrische Energie.

## Technik
Das Kraftwerk hat eine Leistung von 731 Megawatt und einen Wirkungsgrad von rund 46 %. Damit soll eine höhere Effizienz erreicht werden als bei älteren Steinkohlekraftwerken. Der Schornstein des Kraftwerks ist 177 Meter hoch.

## Geschichte
Im September 2008 erfolgte die Grundsteinlegung für den Neubau durch die GDF Suez, die sich später in Engie umbenannte. Das Kraftwerk sollte ursprünglich Mitte 2012 ans Netz gehen. Der Termin wurde dann in einer Pressemitteilung des Betreibers auf Ende 2013 verschoben. Das Steinkohlekraftwerk ging im Dezember 2012 in den Probebetrieb. Im März 2014 wurde das Kraftwerk erstmals unter Volllast betrieben. Der kommerzielle Betrieb sollte ursprünglich 2014 aufgenommen werden.
Der Probebetrieb wurde jedoch erst Ende Oktober 2015 beendet. Vorher hatte das Kraftwerk bereits seit einiger Zeit Strom in das öffentliche Netz eingespeist. Die Schlussabnahme, die das Bauordnungsamt der Stadt und das Gewerbeaufsichtsamt Oldenburg ausführten, erfolgte erst Ende Oktober 2015.
Grund für die Verzögerung ist eine neuartige Stahllegierung namens T24, mit dem der Wirkungsgrad von Kohlekraftwerken erhöht werden sollte. Der T24-Stahl sollte höhere Dampftemperaturen möglich machen, jedoch wurden bei Funktionstest des Heizkessels im neuen Kraftwerk Duisburg-Walsum Undichtigkeiten an den Schweißnähten festgestellt. Betroffen waren ebenfalls die damals in Bau befindlichen Kraftwerke Hamburg-Moorburg und Boxberg. Letztendlich musste der gesamte Kessel des Neubaus komplett ausgetauscht werden.
Die Baukosten wurden 2010 mit mehr als 1 Milliarde Euro beziffert; durch die Probleme während des Baus wurde dieser Kostenrahmen aber vermutlich überschritten. Vom Betreiber wurden Berichte über die Verteuerung nicht kommentiert.
Im Jahr 2019 wurde bekannt, dass Engie seinen 52 % Anteil an dem Kraftwerk an die US-amerikanische Private-Equity-Gesellschaft Riverstone Holdings LLC verkauft hat. Die Transaktion war im November 2019 abgeschlossen. Riverstone gründete dazu eigens eine neue Kraftwerksbetreibergesellschaft mit dem Namen Onyx Power.

## Betreiber
Das Kraftwerk wird betrieben von der ENGIE Kraftwerk Wilhelmshaven GmbH & Co. KG. An dieser Gesellschaft sind die ENGIE Kraftwerke GmbH, Berlin (52 %), die BKW Energie Wilhelmshaven Beteiligungs-GmbH, Berlin (33 %) und die WSW Energie & Wasser AG, Wuppertal (15 %) beteiligt. Die ENGIE Kraftwerke GmbH gehört seit 2019 nicht mehr zur Engie SA, sondern hat einen Beherrschungs- und Gewinnabführungsvertrag mit der Onyx Power Assets GmbH mit Sitz in Frankfurt am Main. Die Onyx Power Assets gehört zur US-amerikanischen Private-Equity-Gesellschaft Riverstone Holdings LLC. 
Die operative technische Betriebsführung wird durch die ENGIE Kraftwerk Wilhelmshaven Betriebs GmbH & Co. KGaA geleistet.